# Totò Majorana
Salvatore Maria Majorana, detto Totò (Militello in Val di Catania, 2 febbraio 1874 – Roma, 9 maggio 1944), è stato un attore teatrale italiano.

## Biografia
Nacque a Militello in Val di Catania nel 1874, e discendeva da un ramo minore della nobile famiglia Majorana, tra le più importanti della cittadina siciliana. Mandato dal padre all'università, abbandonò ben presto gli studi e si diede al teatro, dapprima come dilettante e poi come professionista.
Fece parte delle maggiori compagnie teatrali dialettali siciliane di fine XIX secolo e inizio del XX, quelle di Nino Martoglio, Tommaso Marcellini, Mimì Aguglia, Angelo Musco, Giovanni Grasso e Virginia Balestrieri. Fu in particolare con Grasso che costituì un importante sodalizio artistico e con cui fece lunghe tournée internazionali: nel 1910-11, a Londra, grande successo ebbe l'Otello di Shakespeare, dove Majorana interpretava il ruolo di Iago e Grasso quello di Otello. Qualche anno dopo recitò nella medesima opera a Catania, e la sua interpretazione riscontrò il favore dell'allora ministro Vittorio Emanuele Orlando, che gli mandò un encomio. Seguì il suo amico e maestro Grasso nella tournée in America del 1922, e dopo l'abbandono dalle scene di questi, si ritirò anch'egli dall'attività teatrale.
Majorana fu attivo anche nel cinema: nel 1913 fu scritturato dalla casa cinematografica Savoia Film di Torino, e vi debuttò con il film Vampe di gelosia, diretto da Roberto Danesi, e che aveva come principali interpreti Maria Jacobini e Dillo Lombardi. Passato alla romana Morgana film, vi ritrovò Grasso e Martoglio, con quest'ultimo che gli affidò una parte nel lungometraggio Sperduti nel buio del 1914, dove il cast era formato in larga parte da attori e attrici facenti parte della compagnia teatrale dell'attore catanese. All'epoca del muto, Majorana girò 26 pellicole tra il 1913 e il 1923, ed ebbe anche ruoli secondari in epoca sonora, nei film Sette giorni cento lire di Nunzio Malasomma, 1860 di Alessandro Blasetti (1934), e Le due tigri di Giorgio Simonelli (1941). 
Morì a Roma nel 1944.